# Martin Uhlíř (politik)
Martin Uhlíř (* 9. února 1976 Karlovy Vary) je český občanský aktivista a politik, v letech 2010 až 2014 zastupitel městské části Praha 10, bývalý člen TOP 09.

## Život
Vystudoval Gymnázium Karlovy Vary a následně Provozně ekonomickou fakultu České zemědělské univerzity v Praze (promoval v roce 2000 a získal titul Ing., v roce 2010 na stejné škole dokončil studium MBA). Od roku 2004 pracuje v oboru on-line médií a marketingu. Pracoval například pro Aktuálně.cz, E15, Hospodářské noviny, Respekt nebo DVTV. Podílel se také na založení několika občanských iniciativ. Je předsedou spolku Iniciativa Open Doors.
Veřejně známý je jako občanský aktivista, opakovaně poukazující zejména na porušování lidských práv ze strany autoritářských režimů Ruska a Číny. Dlouhodobě se zabývá tématem svobody médií a podporou kritického myšlení.
Martin Uhlíř je od roku 2006 ženatý a má dva syny. Při příležitosti svatby v roce 2006 přijal příjmení své ženy za svobodna. Strýc Martina Uhlíře, Vojtěch Kozel, se v květnu 1945 účastnil spolu s vojáky 16. obrněné divize americké armády osvobozování Plzně.

## Aktivismus
Od roku 2011 se Martin Uhlíř účastní akcí na podporu lidských a občanských práv romské menšiny.  Dne 1. května 2015 v Brně Martin Uhlíř neuposlechl výzev Policie ČR k neblokování pochodu příznivců DSSS romskou čtvrtí a spolu s dalšími účastníky akce byl těžkooděnci zadržen a převezen na policejní služebnu. V lednu 2018 Martin Uhlíř podal trestní oznámení na poslance SPD Miloslava Roznera kvůli podezření ze spáchání trestného činu popírání genocidy.

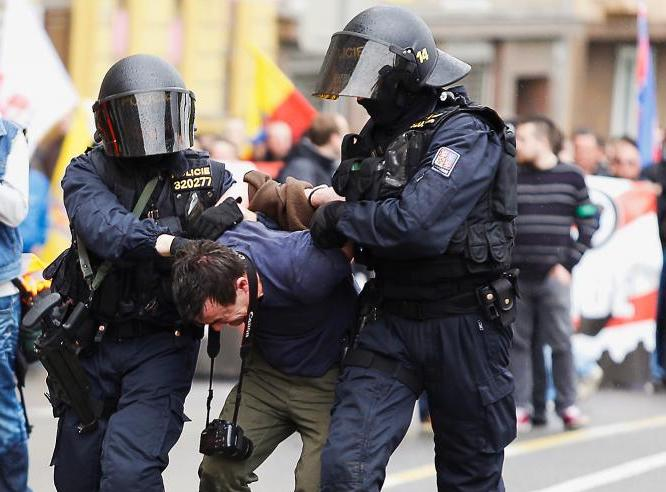
Zadržení Martina Uhlíře po neuposlechnutí výzvy Policie ČR k neblokování pochodu příznivců DSSS romskou čtvrtí.

V březnu 2016 Martin Uhlíř na protest proti skutečnosti, že prezident Miloš Zeman v rozhovorech se svým čínským protějškem nezmínil téma lidských práv, vystoupil na vrchol Petřínské rozhledny a vyfotil tam tibetskou vlajku. V průběhu přestupkového řízení jeden z vypovídajících policistů potvrdil, že sundavání tibetských vlajek v době návštěvy čínského prezidenta dostali policisté rozkazem od svého vedení. 
V dubnu 2018 vylepoval před ruským velvyslanectvím v Praze samolepky, kterými odsuzoval ruskou účast ve válce v Sýrii. V květnu 2018 na sebe upozornil při protestech proti ruské skupině motorkářů Noční vlci, kde se střetl s příznivcem motorkářů a místopředsedou ČSSD Jaroslavem Foldynou.

## Politická kariéra
V minulosti byl členem TOP 09. Za tuto stranu byl v komunálních volbách v roce 2010 zvolen zastupitelem městské části Praha 10. Ohlas vzbudilo několik jeho vystoupení – výzva k odstoupení místopředsedkyně Radmily Kleslové (ČSSD, později ANO) kvůli jejímu působení v komunistické rozvědce, kritika Miroslava Kalouska pro jeho jednání během kauzy CASA s následnou rezignací na stranické členství v červenci 2012. V roce 2014 vystoupil proti záměru tehdejší koalice vedené starostou Milanem Richterem (ODS) postavit novou budovu radnice v hodnotě jedné miliardy Kč. Ve volbách v roce 2014 již nekandidoval. 

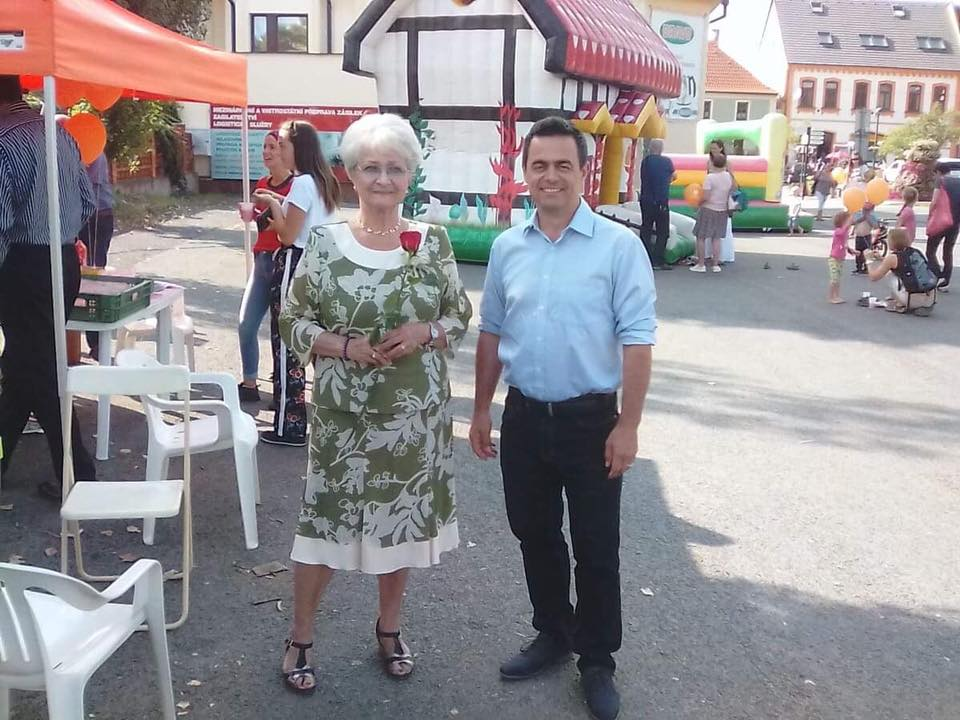
Milada Emmerová a Martin Uhlíř - kandidáti do Senátu během volební kampaně 2018

Ve volbách do Senátu PČR v roce 2018 kandidoval v obvodu č. 8 – Rokycany jako nestraník s podporou stran TOP 09, LES, Zelení a hnutí SENÁTOR 21. Se ziskem 5,34 % hlasů skončil na předposledním, 7. místě.